# Seznam mallorských královen

Mallorský erb

Toto je seznam královen chotí Mallorského království.

## Mallorské královny choti

### Aragonští
| Portrét | Jméno                      | Otec                                 | Narození | Sňatek                   | Stala se královnou                      | Přestala být královnou              | Smrt                        | Manžel              |
| ------- | -------------------------- | ------------------------------------ | -------- | ------------------------ | --------------------------------------- | ----------------------------------- | --------------------------- | ------------------- |
|         | Jolanda Uherská            | Ondřej II. Uherský (Arpádovci)       | 1215/6   | 8. září 1235             | 8. září 1235                            | 12. října 1251                      | 12. října 1251              | Jakub I.            |
|         | Esclarmonda z Foix         | hrabě Roger IV. z Foix (Foix)        | 1250–⁠⁠⁠⁠⁠⁠60  | 1272 nebo 12. října 1275 | 1272 nebo 12. října 1275                | 1285 anexe Mallorky                 | po 22. listopadu 1299       | Jakub II.           |
|         | Isabela Kastilská de facto | Sancho IV. Kastilský (Anscaridové)   | 1283     | 1. prosince 1291         | 1. prosince 1291                        | 25. dubna 1295 manželství anulováno | 24. července 1328           | Jakub II. Aragonský |
|         | Esclarmonda z Foix         | hrabě Roger IV. z Foix (Foix)        | 1250–⁠⁠⁠⁠⁠⁠60  | 1272 nebo 12. října 1275 | 20. června 1295 návrat Mallorky         | po 22. listopadu 1299               | po 22. listopadu 1299       | Jakub II.           |
|         | Marie z Anjou              | Karel II. Neapolský (Anjou-Sicilští) | 1290     | 1309                     | 29. května 1311 manželův nástup na trůn | 4. září 1324 manželova smrt         | konec dubna 1346/ledna 1347 | Sancho              |
|         | Konstancie Aragonská       | Alfons IV. Aragonský (Barcelonští)   | 1318     | 24. září 1336            | 24. září 1336                           | 1344 dobytí Mallorky                | 1346                        | Jakub III.          |